# Elymnias lais
Elymnias lais är en fjärilsart som beskrevs av Pieter Cramer 1779. Elymnias lais ingår i släktet Elymnias och familjen praktfjärilar. Inga underarter finns listade i Catalogue of Life.